# 11753 Джеффбурбідж
11753 Джеффбурбідж (11753 Geoffburbidge) — астероїд головного поясу, відкритий 24 вересня 1960 року.
Тіссеранів параметр щодо Юпітера — 3,188.